# Rada Suprema
La Rada Suprema o el Consejo Supremo (en ucraniano: Верховна Рада України, romanizado: Verjovna Rada Ukrayini) es el nombre oficial del parlamento de Ucrania. La Rada Suprema es un parlamento unicameral compuesto por 450 diputados, que son presididos por un presidente electo. La Rada Suprema toma sesión en el edificio de la Rada Suprema localizado en Kiev, capital de Ucrania.
La Rada Suprema es la sucesora del Sóviet Supremo de la República Socialista Soviética de Ucrania, establecido en 1938, el cual reemplazó a su vez al Congreso Panucraniano de los Sóviets. En marzo de 1990, tuvieron lugar unas elecciones generales (elecciones parlamentarias de Ucrania de 1990) a las que, por primera vez, se presentaron dos partidos, declarándose vencedor el Partido Comunista de la RSS de Ucrania.
El 16 de julio de 1990, la Rada Suprema de la RSS de Ucrania de la decimosegunda legislatura, promulgó la Declaración de Soberanía Estatal de Ucrania. Con anterioridad, el 12 de junio de 1990, fue el Congreso de los Diputados del Pueblo de la RSFS de Rusia quien había aprobado la Declaración de Soberanía Estatal de la RSFS de Rusia. La declaración ucraniana establecía los principios de autodeterminación de la nación ucraniana, el gobierno popular, el poder del estado, la ciudadanía de la RSS de Ucrania, supremacía territorial, independencia económica, seguridad medioambiental, desarrollo cultural, seguridad interna y externa, y relaciones internacionales. La legislatura de 1990 se considera como la primera del actual parlamento de Ucrania.
El 24 de agosto de 1991, días después de producirse en Moscú el intento de golpe de Estado en la Unión Soviética, el parlamento ucraniano aprobaba el Acta de Declaración de Independencia de Ucrania (en ucraniano: Акт проголошення незалежності України).
El 1 de diciembre de 1991, tuvo lugar el Referéndum de independencia de Ucrania convocado por la Rada Suprema que contó con una participación del 84,20 % de los votantes registrados y resultando que el 92,30 % de éstos expresaron abrumadoramente su apoyo a la independencia.
El 28 de junio de 1996, la Rada Suprema adoptó la actual Constitución de Ucrania, atribuyendo significativamente algunas de sus facultades al presidente de Ucrania. En la siguiente asamblea (2004), se modificó la constitución, trayendo una república semipresidencial o semiparlamentaria (marcada entonces por una rivalidad entre Yulia Timoshenko y Víktor Yúshchenko) antes de que fuera cancelada en 2010 por la decisión de la Corte Constitucional.
En las elecciones de la Rada Suprema se utiliza un sistema mixto (50% bajo la lista de los partidos y 50% bajo circunscripciones de mayoría simple con un umbral electoral del 5%). El método 50/50 fue utilizado en las elecciones de 2002 y 2012; pero en 2007, las elecciones se dieron bajo un único sistema proporcional. El 26 de agosto de 2014, se disolvió oficialmente la Rada Suprema por decreto del presidente Petró Poroshenko y se llamó a las urnas para votar una nueva legislatura de la Rada, las últimas elecciones tuvieron lugar el 26 de octubre de 2014.
El 24 de julio de 2015, como parte del proceso de descomunización en Ucrania, la Rada Suprema ilegalizaba el Partido Comunista de Ucrania por conexiones con la facción separatista prorrusa y el apoyo de este partido para la sublevación de los insurrectos en las provincias del este de Ucrania. Un tribunal confirmó la ilegalización en diciembre del mismo año.

## Historia
Tras la Revolución de Febrero de 1917, que provocó la caída del Imperio ruso, fue formada la Rada Central Ucraniana. Fue el Parlamento revolucionario de Ucrania, que dirigió el movimiento nacional y, mediante cuatro proclamas universales, condujo a la República Popular Ucraniana de la autonomía a un corto período de independencia conseguida en el curso de la Guerra de independencia de Ucrania (1917-1921).

## Diputados
La Rada Suprema está compuesta por 450 diputados.